# 椿世奈
椿 世奈（つばき せな、1989年9月17日 - ）は、日本の女性声優。埼玉県出身。所属事務所はスタージャムコーポレーション。

## 出演

### ゲーム
- BLAZBLUE（ギィ）
- FRAGMENTS BLUE（女子生徒A）
- 蘭島物語 レアランドストーリー 少女の約定（ドゥマ）

### ドラマCD
- BLAZBLUE ドラマCD「ぶるどら りべるわん」（ギィ）